# Mikuláš z Iloku
Mikuláš z Iloku či Mikuláš Ilocký (chorvatsky Nikola Iločki, maďarsky Újlaki Miklós, 1410, Ilok –1477) byl chorvatsko-uhersko-bosenský šlechtic z rodu Ilockých/Újlakiů, mačvanský bán (1430–1477), uherský palatin, sedmihradský kníže (v letech 1441–1458 a 1462–1465) a v letech 1471–1476 bosenský král. Byl také doživotním knížetem Teočaku. Mikuláš měl pověst velkého hrdiny a proslavil se ve službách čtyř králů: Albrechta Habsburského, Vladislava Varnenčika, Ladislava Pohrobka a Matyáše Korvína.

## Život
Mikuláš z Iloku byl synem mačvanského bána Ladislava z Iloku a Anny (Jachny) ze Stibořic, dcery sedmihradského vévody Stibora ze Stibořic. Mikuláš měl čtyři bratry: Jana, Štěpána, Petra a Pavla. Jedním z pradědů Mikuláše z Iloku byl Mikuláš Kont, který zastával vysoký úřad palatina na královském dvoře, majitel panství Orahovica a praotec rodu Ilockých. Jeho otec zemřel, když byl Mikuláš ještě malé dítě.
Když v roce 1439 zemřel král Albrecht, Mikuláš podporoval jeho vdovu Alžbětu Lucemburskou v boji o zajištění koruny sv. Štěpána pro jejich syna Ladislava Pohrobka. Za odměnu ho pasovala na rytíře.
Mikuláš se brzy postavil na stranu Vladislava Jagellonského a po jeho nástupu na uherský trůn, nadal Vladislav Mikuláše a jeho spojence Jana Hunyadiho velkými pravomocemi a jmenoval je společně do funkce knížat Sedmihradska.
V roce 1471 od Matyáše Korvína obdržel vytoužený titul bosenského krále. Zemřel však jako bosenský „král v exilu“ v Chorvatsku v roce 1477 před osvobozením Bosny z osmanské nadvlády a bez dědice. S ním také zemřela myšlenka Bosenského království.
Za jeho vlády zažilo město Ilok svůj „zlatý věk“. Městské jádro bylo opevněno hradbami, které se z velké části zachovaly dodnes. Mikuláš také zrekonstruoval a zmodernizoval františkánský klášter a kostel sv. Petra ze 14. století, který byl později zasvěcen sv. Janu Kapistránovi.
Mikluášův syn Vavřinec (1459–1524) byl posledním potomkem rodu.
Jako král razil Mikuláš v Iloku vlastní peníze. Mince byla hodnotná a je zajímavá tím, že obsahuje některé z nejstarších prvků současného chorvatského znaku – červená a bílá pole.